# Acacia flava
Acacia flava é uma espécie de leguminosa do gênero Acacia, pertencente à família Fabaceae.